# Бача (Хунедоара)
Бача (рум. Bacea) — село у повіті Хунедоара в Румунії. Входить до складу комуни Ілія.
Село розташоване на відстані 317 км на північний захід від Бухареста, 20 км на північний захід від Деви, 115 км на південний захід від Клуж-Напоки, 113 км на схід від Тімішоари.

## Населення
За даними перепису населення 2002 року у селі проживала 371 особа, з них 367 осіб (98,9%) румунів. Рідною мовою 369 осіб (99,5%) назвали румунську.